# Иван Каиков
Иван Стоянов Каиков е български одрински революционер, деец на Вътрешната македоно-одринска революционна организация.

## Биография
Иван Каиков е роден в 1874 година в град Бунархисар, тогава в Османската империя. В 1892 година завършва IV клас на българската гимназия в Одрин и започва работа като учител в Лозенград. Влиза във ВМОРО. В 1900 година при Керемидчиоглувата афера властите го арестуват, осъждат на 15 години и заточват в Паяс кале. След амнистия в 1907 година се връща в Лозенград.
При избухването на Балканската война в 1912 година е доброволец в Македоно-одринското опълчение и служи в четата на Михаил Герджиков.
След Първата световна война работи в Българската екзархия в Цариград. Умира на 15 февруари 1965 година в София.